# TheFutureEmbrace
TheFutureEmbrace é o primeiro álbum solo de Billy Corgan, o vocalista e mentor do Smashing Pumpkins, que se tornou integrante temporário do New Order e depois de uma turnê, também montou uma nova banda, o Zwan. Incrivelmente bem recebido pela mídia mundial, o álbum traz 12 faixas com o melhor de seu estilo, entre elas, os destaques "Walking Shade", "A100", "Mina Loy (M.O.H.)", além de um surpreendente cover dos Bee Gee´s, que conta com backing vocals de Robert Smith, o vocalista do The Cure.